# Флавий Йовин
Флавий Валент Йовин (на латински: Flavius Valens Iovinus) е политик и военен на Римската империя през 4 век.
Йовин е magister armorum per Gallias. През 366 г. се бие против алеманите в провинция Белгика (Belgica Secunda).
През 367 г. той става консул заедно с Флавий Лупицин. През 368 г. се бие успешно при Валентиниан I в битката при Солициниум
Неговият внук или племенник Йовин e узурпатор през 411 – 413 г.